# Nicola Gardini
Nicola Gardini, né à Petacciato en 1965, est un écrivain et traducteur italien.

## Biographie
Il obtient le prix Viareggio en 2012 pour Le parole perdute di Amelia Lynd.

## Publications

### Romans
- Così ti ricordi di me, Sironi, 2003  (ISBN 88-518-0008-1)
- Lo sconosciuto, Sironi, 2007  (ISBN 978-88-518-0090-1); Vicenza: Beat, 2012  (ISBN 978-88-6559-091-1)
- I baroni. Come e perché sono fuggito dall'università italiana, Feltrinelli, 2009  (ISBN 978-88-07-17170-3); ivi ("UEF") 2013
- Le parole perdute di Amelia Lynd, Feltrinelli, 2012  (ISBN 978-88-07-01881-7) (Vincitore del Premio di narrativa Viareggio - Repaci 2012)
- Fauci, Feltrinelli, 2013  (ISBN 978-88-07-03069-7)
- La vita non vissuta, Feltrinelli, 2015  (ISBN 978-88-07-03157-1)

### Essais
- Le umane parole. L'imitazione nella lirica europea del Rinascimento da Bembo a Ben Jonson, Bruno Mondadori, 1997  (ISBN 88-424-9444-5)
- L'antico, il nuovo, lo straniero nella lirica moderna. Esempi da una storia della poesia, Ed. dell'Arco, 2000  (ISBN 88-86042-33-7)
- Breve storia della poesia occidentale. Lirica e lirismo dai provenzali ai postmoderni, Bruno Mondadori, 2002  (ISBN 88-424-9294-9)
- Com'è fatta una poesia? Introduzione alla scrittura in versi, Sironi, 2007  (ISBN 978-88-518-0088-8)
- Rinascimento : Cinquantadue classici della letteratura italiana, Einaudi, 2010, 342 p. (ISBN 978-88-06-19593-9)
- (it) Per una biblioteca indispensabile : Cinquantadue classici della letteratura italiana, Turin, Einaudi, 2011, 329 p. (ISBN 978-88-06-20635-2)
- (it) Lacuna : Saggio sul non detto, Turin, Einaudi, 2014, 277 p. (ISBN 978-88-06-20636-9)
- Viva il latino : Storie e bellezza di una lingua inutile, Garzanti, 2016, 236 p. (ISBN 978-88-11-68898-3)
- Con Ovidio : La felicità di leggere un classico, Garzanti, 2017, 188 p. (ISBN 978-88-11-67315-6)
- Le 10 parole latine che raccontano il nostro mondo, Garzanti, 2018, 206 p. (ISBN 978-88-11-60237-8)
- Viva il greco : Alla scoperta della lingua madre, Garzanti, 2021, 275 p. (ISBN 978-88-11-00524-7)

#### traductions en français
- Vive le latin : Histoires et beauté d'une langue inutile [« Viva il latino. Storie e bellezza di una lingua inutile »]  (trad. de l'italien), Paris, Éditions de Fallois, 2018, 208 p. (ISBN 978-2-87706-995-3)
- Les 10 Mots latins qui racontent notre monde [« Le 10 parole latine che raccontano il nostro mondo »]  (trad. de l'italien), Paris, Éditions de Fallois, 2019, 246 p. (ISBN 979-10-321-0227-5)
- Ovide : Le plaisir de lire un classique [« Con Ovidio. La felicità di leggere un classico »]  (trad. de l'italien), Paris, Éditions de Fallois, 2019, 240 p. (ISBN 978-2-877-06996-0, présentation en ligne)